# Hymenochaete subpurpurascens
Hymenochaete subpurpurascens är en svampart som först beskrevs av Berk. & Broome, och fick sitt nu gällande namn av George Edward Massee 1890. Hymenochaete subpurpurascens ingår i släktet Hymenochaete och familjen Hymenochaetaceae.   Inga underarter finns listade i Catalogue of Life.